# Гусев, Дмитрий Степанович
Дмитрий Степанович Гусев (23 февраля 1902 — ?) — советский хозяйственный, государственный и политический деятель, сотрудник советских спецслужб, участник Великой Отечественной войны, полковник.

## Биография
Родился 23 февраля 1902 году в д. Жуково Торопецкого уезда Псковской губернии Российской империи в семье русского крестьянина-середняка. В 1918 году закончил школу 1-й ступени в с. Михайловское. С мая 1918 г. крестьянин в хозяйстве отца в родной деревне. В 1923 году вступил в комсомол. С ноября 1924 г. избач избы-читальни, секретарь комитета взаимопомощи волисполкома в п. Жижица Торопецкого уезда. С декабря 1926 г. лесник первого района лесоразработок, десятник на ст. Жижица Московско-Белорусско-Балтийской железной дороги. С августа 1925 г. кандидат в члены РКП(б), с марта 1927 г. член ВКП(б). С декабря 1928 г. член правления, казначей общества потребителей в Жижице. В 1930 г. в числе 25-тысячников послан в деревню и в феврале 1930 г. председатель колхоза «Доброволец» в Михайловском. С ноября 1930 г. председатель райпотребсоюза районного лесного рабочего кооператива Куньинского района Великолукского округа. С мая 1932 г. слушатель 6-месячных курсов районного партийного актива при комвузе в Смоленске. С октября 1932 г. заведующий агитационно-массового отдела Себежского райкома ВКП(б) Западной области. С декабря 1932 г. секретарь партийного коллектива на ст. Себеж Московско-Белорусско-Балтийской железной дороги. С сентября 1934 г. кустовой партийный организатор ст. Сущево Московско-Белорусско-Балтийской железной дороги. С января 1936 г. секретарь партийного комитета на ст. Товарная Московско-Белорусско-Балтийской железной дороги. С июня 1937 г. заместитель секретаря партийного комитета Московско-Белорусско-Балтийской железной дороги на ст. Витебск.
С сентября 1937 г. по апрель 1938 г. первый секретарь Витебского городского комитета КП(б)Б. С 11 апреля 1938 г. по 31 мая 1938 г. второй секретарь Организационного бюро ЦК КП(б)Б по Витебской области. С 4 июня 1938 г. второй секретарь Витебского областного комитета КП(б)Б.
С декабря 1938 г. начальник политического отдела Управления Рабоче-крестьянской милиции НКВД Белорусской ССР в Минске. С января по 15 марта 1939 г. по другим данным с февраля 1939 г. по март 1941 г. начальник Управления народного комиссариата внутренних дел по Гомельской области, капитан государственной безопасности. Делегат XVIII съезда ВКП(б), который проходил в Москве 10—21 марта 1939 года. С марта 1941 г. по другим данным с 18 апреля 1941 г. начальник Управления народного комиссариата государственной безопасности по Гомельской области. С августа 1941 г. по другим данным с октября 1941 г. временно исполняющий должность начальника Отдела по борьбе с бандитизмом НКВД Таджикской ССР в Сталинабаде. С 23 сентября 1941 г. начальник Управления НКВД по Гармской области. С февраля 1942 г. начальник Управления НКВД Белорусской ССР Западного фронта в действительности возглавлял оперативную группу и числился формально в должности начальника областного Управления НКВД. С 15 октября 1942 г. заместитель руководителя оперчекистской группы НКВД БССР Западного фронта. С мая 1943 г. заместитель народного комиссара государственной безопасности Белорусской ССР в г. Подольск Московской области, Гомеле, Минске, подполковник государственной безопасности. С 26 августа 1943 г. заместитель народного комиссара государственной безопасности БССР по кадрам, полковник. С 30 апреля 1944 г. по другим данным с июля 1944 г. заместитель народного комиссара/министра государственной безопасности БССР.
С февраля 1948 г. заместитель начальника Белорусского управления Министерства трудовых резервов СССР. С мая 1953 г. начальник управления организации набора рабочих при Совете министров Белорусской ССР. Умер после 1991 года.

## Воинские звания
- Капитан государственной безопасности — 31.03.1939;
- Подполковник государственной безопасности — 11.02.1943;
- Полковник — 17.08.1943;
- Полковник административной службы[2][5].

## Награды
- Орден Красного Знамени (21.04.1945);
- Орден Отечественной войны I степени (15.08.1944);
- Орден Отечественной войны II степени (06.04.1985);
- Орден Красной Звезды (20.09.1943);
- 3 медали.
- Знак «Заслуженный работник НКВД» (17.04.1946)[2][5].